# Lipotriches subnitida
Lipotriches subnitida är en biart som först beskrevs av Raymond Benoist 1964.  Lipotriches subnitida ingår i släktet Lipotriches och familjen vägbin. Inga underarter finns listade i Catalogue of Life.